# Сорокопут Ньютона
Сорокопу́т Ньюто́на (лат. Lanius newtoni) — птица семейства сорокопутовых, эндемик острова Сан-Томе в Гвинейском заливе у западных берегов Африки. Это единственный вид сорокопутов, населяющий сомкнутые девственные леса; для остальных видов характерно сочетание древесно-кустарниковой растительности с относительно низкотравной открытой местностью. Российский орнитолог Евгений Панов предполагает, что птица могла заселить образованный не позднее 1,6 млн лет назад остров ещё до образования на нём тропического дождевого леса, и в процессе изменения ландшафта приспособилась к новым условиям. Вид назван в честь португальского ботаника Франческо Ньютона (Francesco Newton, 1864—1909), собиравшего коллекции растений на островах Сан-Томе, Биоко и Тимор и первым из европейцев в 1888 году добывшим несколько тушек этой птицы в различных частях острова.

## Описание
Это средней величины сорокопут; длина 19—21 см. Своим внешним обликом сорокопут Ньютона напоминает скорее мухоловок: у взрослой птицы верх блестяще-чёрный, низ бледно-жёлтый. На плечевых на чёрном фоне выделяется широкая полоса бледно-жёлтого цвета. Крылья чёрные; «зеркало» либо сильно редуцировано, либо отсутствует вовсе. Рулевые перья тоже чёрные, имеют бледно-серые либо белые окончания и каёмку по внешнему краю. Половой диморфизм не выражен. Молодые птицы сверху буроватые с тёмным струйчатым рисунком, снизу жёлтые с частыми рыжевато-коричневыми поперечными пестринами. Крылья и хвост буровато-чёрные.
Известны два варианта песни, которую издаёт сорокопут. Первый из них, судя по описанию, звучит как серия монотонных заунывных звуков «пью…пью…пью», повторяемых 10—11 раз с интервалом около секунды. Второй сигнал, который может иметь отличную от песни функцию, передаётся как многократное (до 250 раз) повторение металлических нот «тсинк, тсинк, тсинк, тсинк…», слышных на большом расстоянии. Кроме того, источник сообщает о территориальных криках «тиу» или «тиух», напоминающих ноту из пения длиннохвостого сорокопута-прокурора.

## Места обитания
Сорокопут населяет средний и нижний ярус сохранившегося на острове влажного тропического леса с густой кроной и каменистым негустым подлеском, преимущественно на высоте до 700 метров над уровнем моря. В большинстве случаев птицу встречали вдоль хребтов и возле водотоков — по этой причине полагают, что она имеет линейное распространение.

## Биология
К настоящему времени этот вид остаётся наименее изученным среди сорокопутов, многие сведения о его биологии отсутствуют либо вызывают сомнения в достоверности.

## Статус и охрана
Ранние документальные сведения о сорокопуте Ньютона относятся к 1888 и 1928 годам, после чего птица долгое время считалась исчезнувшей, пока в 1990 году одинокая особь не попала в ловушку на юго-востоке острова в районе водотока Rio Xufexufe. Начиная с 1994 года единичные случаи стали периодически регистрировать в различных частях лесистой части острова: близ водосборного бассейна Rio Xufexufe, в долине реки Rio Ió Grande, в районе селений Pico Formoso Pequeno, Ribeira Peixe, Ana Chaves и Estação Sousa. В последнем случае птица была обнаружена в горных лесах на высоте около 1500 м над уровнем моря, что значительно превышает более ранние сведения о ней.
Общая численность птиц на острове остаётся неизвестной; предполагают, что она может быть менее, чем 50 половозрелых особей, причём имеет тенденцию к уменьшению — по этой причине виду в Международной Красной книге присвоен статус таксона, находящегося в критическом состоянии (категория CR). Основной причиной вымирания вида за последнее столетие называют уменьшение площади места его обитания — вырубку девственного леса с последующим использованием ландшафтов под плантации какао и кофе. Другие деградирующие факторы — строительство дорог вдоль западного и восточного побережий, облегчающие доступ в ранее труднодоступные районы, и интродукцию потенциальных хищников — чёрной крысы, мартышки мона (Cercopithecus mona), циветт и горностаев. Определённый вред могут принести одичавшие свиньи. Кроме того, предполагают, что определённый вред может вызвать фактор беспокойства птиц со стороны фермеров, выращивающих пальмы под тодди. В последние годы вырубка девственного леса остановлена. На двух основных островах Сан-Томе и Принсипи образован Национальный парк Обо (Parque Natural Ôbo), охватывающий около 30 % площади этого государства; часть территории парка занимает природный биотоп сорокопута.